# Aeroportul Montauk
Aeroportul Montauk (IATA: MTP, ICAO: KMTP, FAA LID: MTP) este un aeroport din New York, Statele Unite ale Americii ce deservește zona Montauk⁠(d). Aeroportul a fost tranzitat în 2019 de 176 de pasageri. A fost numit după zona deservită.
Situat la o altitudine de 2 m, aeroportul dispune de 1 pistă.

## Infrastructură

### Piste
Aeroportul dispune de o singură pistă. Pista 06/24 are suprafața de asfalt și dimensiunile 3.246 picioare × 75 picioare. 